# Hispaniolaspindalia
Hispaniolaspindalia (Spindalis dominicensis) är en tätting i den nybildade familjen spindalior inom ordningen tättingar.

## Utbredning och systematik
Fågelns utbredningsområde är på öarna Hispaniola och Gonâve. Den behandlas som monotypisk, det vill säga att den inte delas in i några underarter.
Fram tills nyligen placerades arterna i släktet Spindalis i familjen tangaror (Thraupidae). DNA-studier visar dock de utgör en egen utvecklingslinje nära släkt tillsammans med likaledes karibiska och tidigare tangarorna i Nesospingus, Phaenicophilus och troligen Calyptophilus, men även Microligea palustris och Xenoligea montana, två arter som tidigare ansetts vara skogssångare. Denna grupp står närmare skogssångare och trupialer än tangaror. 
Inom gruppen är de olika utvecklingslinjerna relativt gamla, där Spindalis skilde sig från närmaste släktingen Nesospingus för nio miljoner år sedan. Det gör att spindaliorna numera ofta lyfts ut i en egen familj, Spindalidae. Andra behandlar hela gruppen som en enda familj, Phaenicophilidae.

## Status
Arten har ett stort utbredningsområde och beståndet anses stabilt. Internationella naturvårdsunionen IUCN listar den därför som livskraftig (LC).